# Кечулешть
Кечулешть, Кечулешті (рум. Căciulești) — село у повіті Нямц в Румунії. Входить до складу комуни Джиров.
Село розташоване на відстані 282 км на північ від Бухареста, 9 км на північний схід від П'ятра-Нямца, 87 км на захід від Ясс.

## Населення
За даними перепису населення 2002 року у селі проживали 630 осіб, з них 627 осіб (99,5%) румунів. Усі жителі села рідною мовою назвали румунську.